# Gérard Lelièvre
Pour les articles homonymes, voir Lelièvre.
Gérard Lelièvre est un athlète français, né le 13 novembre 1949 à Laval. Sa spécialité est la marche. Ses clubs successifs furent l'USM Mayenne de Laval (1966 à 1970), l'ALCL du Grand-Quevilly (1971 à 1985) (le CO d'Harfleur en 1973), et le CA Mayenne de Laval (à partir de 1986).
Il est membre du Comité directeur de la Fédération française d'athlétisme, et entraîneur national des marcheurs.

## Palmarès
- 58 sélections en équipe de France A
- 2 sélections en équipe de France Jeune
- Record du monde des 20 km, le 29 avril 1979 (en 1 h 22 min 19,4 s)
- Record de France des 20 km, en 1979, et 1984 (en 1 h 22 min 14 s)
- Record de France des 50 km, en 1979, et 1983 (en 3 h 53 min 56 s)
- Record de France de l'heure en 1979, et 1984 à 2 reprises (dont 15,094 km)
- Record de France des 2 heures en 1979, avec 27,598 km
- Record de France vétérans (- 45 ans) des 5 000 m marche depuis 1995 (23 min 14,6 s en 2006)
- Record de France vétérans (- 45 ans) de l'heure de marche depuis 1995 (13,438 km)
- Record de France vétérans (- 45 ans) des 30 km marche depuis 1996 (2 h 29 min 32 s)

- Champion du monde du 5 km marche en salle en 1985 en 19 min 06 s 22[1]
- Vainqueur du 20 km marche aux Jeux méditerranéens 1979 à Split, 2e en 1983 à Casablanca
- 30 titres de champion de France, entre 1972 et 1984
- Champion de France du 50 km marche, 10 titres : de 1973, 1974, 1975, 1976, 1977, 1979, 1980, 1981, 1982 et 1983
- Champion de France du 20 km marche, 13 titres d'affilée : 1972, 1973,  1974, 1975, 1976, 1977, 1978, 1979, 1980, 1981, 1982, 1983 et 1984
- Champion de France du 5 km marche en salle, 7 titres d'affilée : 1978, 1979, 1980, 1981, 1982, 1983 et 1984

### Divers
- Vainqueur des 20 km de Banská Bystrica en 1973